# Iris clarkei
Iris clarkei là một loài thực vật có hoa trong họ Diên vĩ. Loài này được Baker ex Hook.f. miêu tả khoa học đầu tiên năm 1892.